# Storia di Mercato San Severino
Le origini del Comune di Mercato San Severino risalgono al Medioevo.

## Da Rota a San Severino

### Rota
Il toponimo Rota, primo dei tre che indicheranno il territorio nel corso dei secoli (Rota, San Severino o Sanseverino, Mercato), intorno all'VIII secolo, indica sia una città, costruita nei pressi dell'attuale frazione Curteri, dove esistono i resti della chiesa di Santa Maria a Rota, sia il Gastaldato, divisione amministrativa del principato di Salerno, in età longobarda.
Il nome deriva dal termine rotaticum, pedaggio terrestre che, già in epoca romana, gli abitanti della zona richiedono a chiunque voglia transitare lungo la strada principale, che dagli Abruzzi porta a Salerno, attraverso Benevento e Avellino.

### La comparsa diMercatoeSan Severino
Il toponimo San Severino compare intorno all'XI secolo ed è legato al nome del vescovo del Norico, San Severino, venerato dalle popolazioni longobarde che, dall'Arianesimo, si sono convertite al Cattolicesimo.
Il toponimo Mercato (forum), che indica dapprima uno dei tanti casali dello Stato di Sanseverino, compare intorno al XIV secolo, quando nei documenti notarili, si trova l'espressione in foro Sancti Severini, ossia a Mercato di San Severino.

## L'espansione di San Severino
Nel Medioevo e in Età moderna, il territorio si espande oltre l'attuale provincia di Salerno (Principato Citeriore).
Mercato San Severino è l'ultimo centro verso Nord della provincia. Rota include gli attuali comuni di Montoro, Solofra, con i loro casali, fino al confine con Forino.
Dall' XI secolo al XVI secolo, la storia di Mercato San Severino (che comprendeva anche casali e località degli attuali comuni di Fisciano, Baronissi, Calvanico) è legata alle vicende della famiglia feudale dei Sanseverino.

### I Sanseverino
Dal capostipite, il cavaliere normanno Troisio de Rota (Turgisio di Sanseverino) che, venuto in Italia al seguito di Roberto il Guiscardo, nel 1067 occupa il Gastaldato longobardo di Rota, a Ferrante Sanseverino, principe di Salerno, ultimo esponente del ramo principale dei Sanseverino.
Prima della conquista del normanno Troisio, Rota è un distretto amministrativo. I Longobardi dividono i loro territori in gastaldati, con a capo un gastaldo.
Per la sua posizione geografica, Rota, con il castello, sulla collina Parco, diventa un punto strategico di difesa. Anche per questo motivo, viene occupata, ancor prima del  principato di Salerno.
Con l'arrivo dei Normanni, le funzioni amministrative passano al conte e al principe delle nuove famiglie feudali normanne.
Con acquisizioni di nuovi territori, conquiste, matrimoni, i Sanseverino diventano la famiglia più importante del Regno di Napoli, ricoprendo le cariche di Vicario Generale, Gran Connestabile, fino all'investitura del principato di Salerno, nel XV secolo.
Nel 1358, per volontà di Tommaso Sanseverino (III), barone di San Severino e conte di Marsico, viene fondato il convento francescano di San Francesco, con annessa chiesa dell'Annunziata (oggi Convento e chiesa di Sant'Antonio).
Nel 1466, in esecuzione della volontà testamentaria del padre, Giovanni Sanseverino, viene fondato da Roberto Sanseverino (I), principe di Salerno, il convento domenicano di San Domenico , con annessa chiesa di San Giovanni in Palco, sorta su una preesistente del 1412.

## Dopo i Sanseverino

### Il '500
Con la fine della famiglia Sanseverino, nel 1556 lo Stato di Sanseverino è donato a don Ferrante Gonzaga.
Nel 1583 è venduto ai Carafa, duchi di Nocera. Nel 1596 ai Caracciolo, principi di Avellino, prima come contea, poi come marchesato, fino all'abolizione del feudalesimo da parte di Gioacchino Murat, agli inizi del XIX secolo, durante il decennio francese.

### L'800 e il '900
Nel 1810 viene costituito il comune di Mercato (San Severino sarà aggiunto nel 1864). Il decurionato, essendo stati soppressi gli Ordini religiosi, in virtù delle Leggi Eversive, si riunisce, in un primo momento, presso l'ex Convento di San Giacomo. Successivamente, presso l'ex Convento di San Domenico dei padri Domenicani (attuale Palazzo di Città).
La crescita demografica ed economica del comune è molto lenta, per la presenza di zone paludose proprio a Mercato che, quando diventa il capoluogo del comune, conta appena duecento abitanti. Il problema viene risolto con la trasformazione delle strade interne, ampliate e migliorate, permettendo così, nel periodo fine '800 - inizi '900, nuovi insediamenti urbani, soprattutto nella parte nuova della ferrovia e nella zona del fondo San Giovanni.
Dal 1810 al 1860, è capoluogo dell'omonimo circondario appartenente al distretto di Salerno del Regno delle Due Sicilie.
Dal 1860 al 1927, durante il Regno d'Italia è capoluogo dell'omonimo mandamento appartenente al circondario di Salerno.
Dal 1935 al 1945, durante il regime fascista, è denominato Sanseverino Rota.